# Gare de Koudougou
La gare de Koudougou est une gare ferroviaire burkinabé de la ligne d'Abidjan à Ouagadougou, située à proximité du centre-ville de Koudougou, préfecture du département du même nom, dans la province de Boulkiemdé en région Centre-Ouest.

## Situation ferroviaire
Établie à 296 mètres d'altitude, la gare de Koudougou est située au point kilométrique (PK) 1052 de la ligne d'Abidjan à Ouagadougou, entre les gares de Batondo et de Niakado, s'intercalait la halte de Saria (voir Schéma de la ligne d'Abidjan à Ouagadougou).

## Histoire
La gare de Koudougou, située au PK 1052, est inaugurée la 15 mai 1953.

## Service des voyageurs

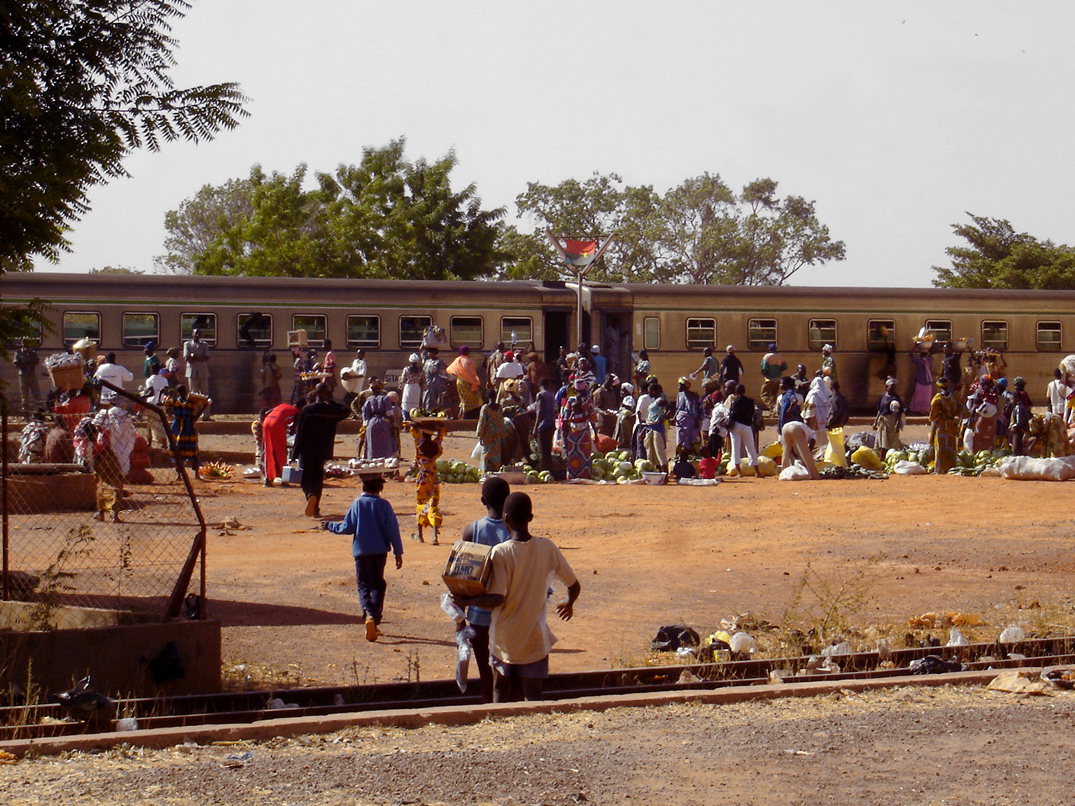
Train de voyageurs en gare.